# Le Poiré-sur-Velluire
Le Poiré-sur-Velluire – miejscowość i dawna gmina we Francji, w regionie Kraj Loary, w departamencie Wandea. W 2016 roku populacja ówczesnej gminy wynosiła 671 mieszkańców. 
W dniu 1 stycznia 2019 roku z połączenia dwóch ówczesnych gmin – Le Poiré-sur-Velluire oraz Velluire – powstała nowa gmina Les Velluire-sur-Vendée. Siedzibą gminy została miejscowość Velluire. 